# Liao Hui
Liao Hui (jiaxiang: Hubei, Xiantao 湖北仙桃) is een gewichtheffer uit Volksrepubliek China. In 1997 begon hij op tienjarige leeftijd met het trainen van gewichtheffen. In 1999 kwam hij in het provinciale gewichthefteam van Hubei. In het jaar 2007 kon hij in het nationale gewichthefteam komen in de categorie tweeënzeventig kilogram.
Op de Olympische Zomerspelen van 2008 in Peking behaalde hij met gewichtheffen in de categorie negenenzestig kg een gouden plak. Liao Hui moest 348 kg heffen om dat te behalen.